# 中村南 (土浦市)
中村南（なかむらみなみ）は、茨城県土浦市の町名。現行行政地名は中村南一丁目から中村南六丁目。郵便番号は300-0843。

## 地理
学園東大通り・国道6号沿いにはロードサイド型店舗が多く、その他は概ね住宅地である。北は中村東、南は北荒川沖町・乙戸、東は阿見町、西は西根南に隣接している。

## 歴史
1983年（昭和58年）5月20日に中の一部から成立した。

### 町名の変遷
| 実施後       | 実施年月日    | 実施前 |
| ------------ | ------------- | ------ |
| 中村南一丁目 | 1983年5月20日 | 中     |
| 中村南二丁目 | 1983年5月20日 | 中     |
| 中村南三丁目 | 1983年5月20日 | 中     |
| 中村南四丁目 | 1983年5月20日 | 中     |
| 中村南五丁目 | 1983年5月20日 | 中     |
| 中村南六丁目 | 1983年5月20日 | 中     |

## 世帯数と人口
2017年（平成29年）8月1日現在の世帯数と人口は以下の通りである。
| 丁目         | 世帯数    | 人口    |
| ------------ | --------- | ------- |
| 中村南一丁目 | 282世帯   | 677人   |
| 中村南二丁目 | 298世帯   | 735人   |
| 中村南三丁目 | 270世帯   | 605人   |
| 中村南四丁目 | 237世帯   | 537人   |
| 中村南五丁目 | 304世帯   | 705人   |
| 中村南六丁目 | 216世帯   | 495人   |
| 計           | 1,607世帯 | 3,754人 |

## 交通

### 道路
- 国道6号
- 茨城県道25号土浦稲敷線
- 茨城県道55号土浦つくば線・学園東大通り
- 茨城県道201号藤沢荒川沖線

## 施設
- 大房児童公民館
- 中村南五丁目公民館
- 三中地区公民館
- 中村南児童館
- 土浦市立土浦第三中学校
- 土浦市立中村小学校
- 私立中村白百合幼稚園
- 土浦市立新生保育所
- 私立愛保育園
- 土浦自動車学校
- 土浦中村郵便局
- 中村第2公園
- 中村第6公園
- 中村第7公園
- 中村第8公園
- 中村第9公園
- 小林第1公園
- 小林第2公園
- 中村南5丁目広場
- 筑波スポーツ科学研究所
- 筑波銀行荒川沖支店
- ジョイフル本田（住所は北荒川沖町）
- + ジョイフルアスレチッククラブ
  - スマイル本田
- ジャパンミート荒川沖店
- カスミ中村店
- 東京インテリア家具荒川沖店
- スーパースポーツゼビオドームつくば学園東大通り店
- ナムチェバザール土浦店
- やまや土浦荒川沖店
- 荒川沖スポーツセンター
- ヴィクトリアゴルフ
- 神田書店
- 日産
- ホンダカーズ茨城南荒川沖店
- タマホーム

## 小・中学校の学区
市立小・中学校に通う場合、学区は以下の通りとなる。
| 丁目   | 番地 | 小学校             | 中学校                 |
| ------ | ---- | ------------------ | ---------------------- |
| 一丁目 | 全域 | 土浦市立中村小学校 | 土浦市立土浦第三中学校 |
| 二丁目 | 全域 | 土浦市立中村小学校 | 土浦市立土浦第三中学校 |
| 三丁目 | 全域 | 土浦市立中村小学校 | 土浦市立土浦第三中学校 |
| 四丁目 | 全域 | 土浦市立中村小学校 | 土浦市立土浦第三中学校 |
| 五丁目 | 全域 | 土浦市立中村小学校 | 土浦市立土浦第三中学校 |
| 六丁目 | 全域 | 土浦市立中村小学校 | 土浦市立土浦第三中学校 |